# Esponja de aço

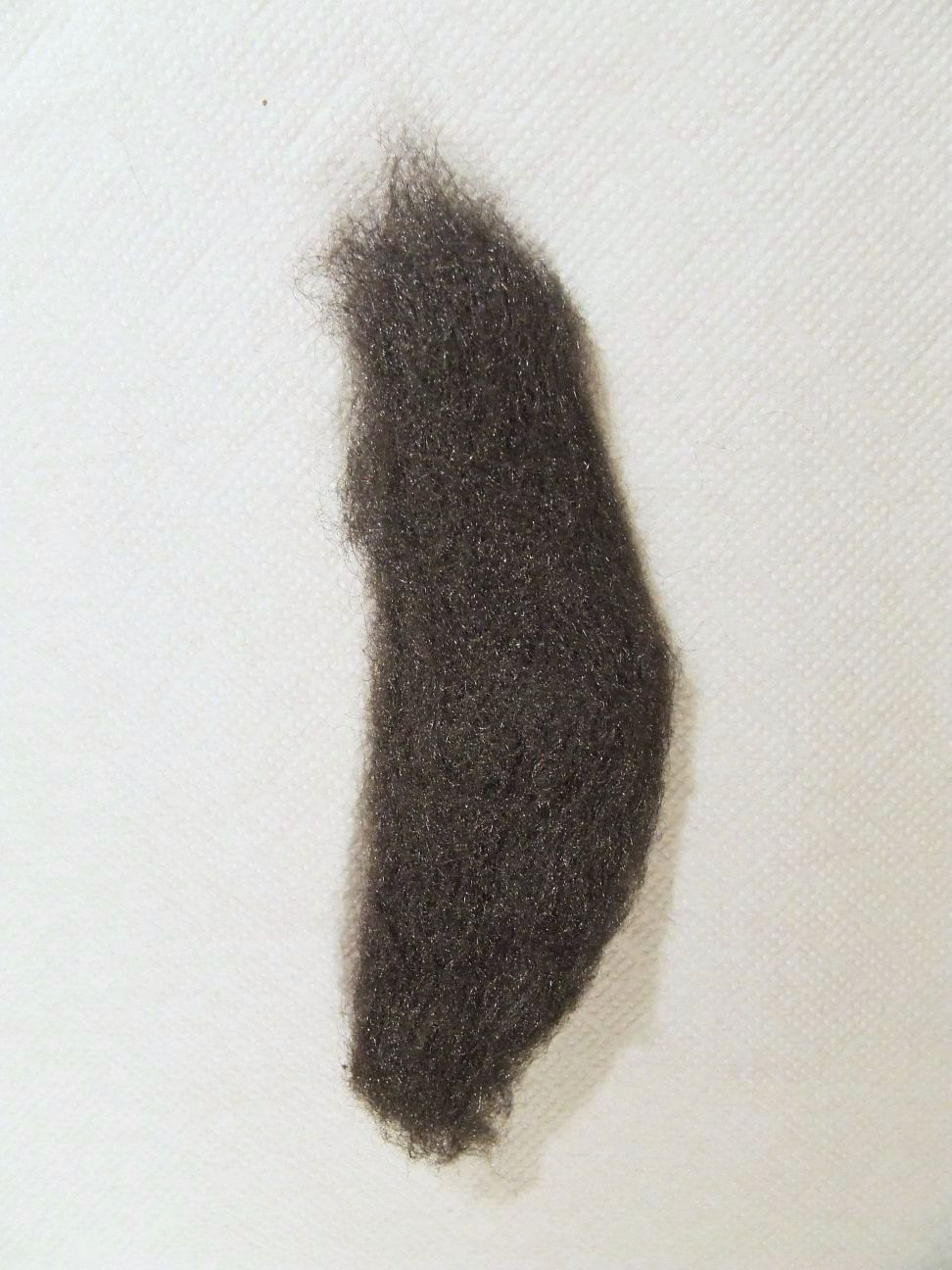
Um pedaço de palha de aço 0.

A palha de aço, também chamada de esponja de aço e de lã de aço, é um feixe de finas fibras de aço (liga metálica formada essencialmente por ferro e carbono) entrelaçadas e de espessura variável. Geralmente é usada na remoção de tintas e vernizes, na limpeza doméstica geral e no  polimento de objetos metálicos. As palhas de aço com fibras mais finas (chamadas esponjas de aço ou lã de aço)  também podem ser usadas em superfícies de vidro e mármore. 
Produzida a partir de arames de aço com baixo teor de carbono, a palha de aço é abrasiva, em graus variáveis. Não é reciclável, nem  biodegradável mas é degradável já que, em meio úmido, enferruja, graças ao processo de oxidação, o que resulta na produção de  óxido de ferro, um composto insolúvel, inerte - isto é, quimicamente  não reativo - e  encontrado naturalmente no ambiente. Além disso, diferentemente das esponjas de poliuretano (não degradáveis e dificilmente recicláveis), as palhas de aço - aí incluídas as chamadas "esponjas de aço" - não acumulam bactérias.
Palhas de aço podem oferecer diferentes graus de abrasão, segundo a espessura das fibras, que é determinada pelo grau de ajuste das lâminas de corte do aço. Os graus de abrasão são designados por números ou graus, sendo que as palhas de aço de grau 0 correspondem às chamadas lãs de aço  usualmente empregadas na fabricação das esponjas de uso doméstico geral.
Usos comuns da palha de aço segundo o grau de abrasão 
- Grau 3 : remoção de tintas e vernizes; remoção de manchas de tinta de pisos resilientes.
- Grau 2 : remoção de arranhões em latão; remoção de manchas de tinta em azulejos de cerâmica; limpeza do rejunte  de  pisos de cerâmica, mármore e granito
- Grau 1 : remoção de ferrugem; limpeza de azulejos; remoção de marcas em pisos de madeira

madeira; com o solvente adequado, remoção de tintas e vernizes.
- Grau 0 : acabamento de latão; limpeza de azulejos; com removedor de tinta e verniz, remoção de acabamentos difíceis.
- Grau 00 : com óleo de linhaça, para acetinar acabamentos de alto brilho.
- Grau 000: Remoção de pingos de tinta e de manchas em objetos de madeira; limpeza de metais polidos; fricção em rejuntes.
- Grau 0000: Esfregação final do acabamento; remoção de manchas.

Dado que tem uma elevada área específica em contacto com oxigénio, a palha de aço pode pegar fogo rapidamente (o que não acontece facilmente com uma barra de aço, por exemplo). Quando exposta ao calor, a faíscas ou a uma chama, a lã de aço (mesmo que úmida) entra em combustão com rapidez, razão pela qual é bastante usada em kits de sobrevivência. Quando queimada, a lã de aço aumenta sua massa, devido ao ferro escaldante combinado com o oxigênio. A chama é alaranjada, e o resultado da combustão são vários óxidos de ferro (ferrugem) e calor.

## Na cultura popular
No caso de alguns de sistemas analógicos de teledifusão, cujo sinal de telecomunicação é captado por uma antena, a cultura popular preconiza o uso de uma esponja de aço acoplada à antena de recepção da  televisão para produzir uma melhora na imagem. Esse conhecimento popular vai ao encontro da teoria eletromagnética apenas quando a orientação da antena não se encontra bem posicionada em relação à fonte emissora. Nesse caso,  a adição da palha de aço permite que as correntes elétricas circulem em variadas direções, o que produz uma melhora aparente na recepção do sinal, dado o mal posicionamento inicial da antena. Mas, se a orientação da antena já estiver corretamente alinhada, a esponja de de aço terá o efeito contrário.